# 鳩川 (埼玉県)
鳩川（はとかわ）は、埼玉県比企郡鳩山町を流れる荒川水系の一級河川。

## 概要
鳩山町大字高野倉の比企丘陵南部（岩殿丘陵）にある通称「笹沼」（正式名称「新沼」）に源を発し、鳩山町役場など鳩山町の中心部を東西に流れ、鳩山町大字石坂で越辺川に合流する。元々は農業用排水路として整備された河川であるため、蛇行は少ない。1974年（昭和49年）9月の台風被害が契機となり、河川改修事業が行なわれた。鳩川の名前は近年の河川改修の際に名付けられ、当時の鳩山村の「鳩」の字に因む。それまでの旧名は「赤沼川」であった。流域は主に農耕地や里山が広がる。流域周辺の里山にはカワセミやイカルチドリなどの鳥類が多く生息する。

## 支流
- 大橋川
- 内川

## 橋梁
上流側より記載
- 姥ヶ谷橋
- 川端橋
- 下街道橋[4]
- 睦美橋
- 川添橋
- ほたる橋
- 天王橋
- 天神橋
- 東田橋
- 沖の田橋[5]（亀小通り）
- 月見橋（埼玉県道41号東松山越生線）
- 前川橋（椎ノ木坂通り）
- 日の丸橋[4]
- 三本松橋[6]
- 鳩川橋[5]
- 東海道橋[6]（埼玉県道171号ときがわ坂戸線） - 管理起点
- 竹之城橋[5]
- 坂下橋
- 中里橋[5]
- 田中橋（花見堂通り）
- 亀甲橋（花見堂通り）
- 重郎橋（埼玉県道343号岩殿岩井線）